# Brynmor John
Brynmor Thomas John (18 avril 1934 - 13 décembre 1988) est un homme politique travailliste britannique.

## Biographie
Il est député de Pontypridd dans le sud du Pays de Galles de 1970 jusqu'à sa mort. Pendant le gouvernement travailliste de 1974 à 1979, il est ministre junior à la Défense chargé de la Royal Air Force (RAF) (1974-1976), passe au ministère de l'Intérieur (1976-1979) et est Secrétaire d'État à la Défense du cabinet fantôme (1980-1981).
Il serait mort des suites du syndrome de fatigue chronique. Brynmor John a reçu un diagnostic de maladie et est décédé subitement après avoir quitté le gymnase de la Chambre des communes.